# Phacelia gypsogenia
Phacelia gypsogenia är en strävbladig växtart som beskrevs av Ivan Murray Johnston. Phacelia gypsogenia ingår i Faceliasläktet som ingår i familjen strävbladiga växter. Inga underarter finns listade i Catalogue of Life.